# BMW Open 2002
BMW Open 2002 — тенісний турнір, що проходив на ґрунтових кортах у місті Мюнхен, Німеччина з 29 квітня. Належав до категорії ATP International Series.

## Фінальна частина

### Одиночний розряд
Юнес Ель-Айнауї —  Райнер Шуттлер 6–4, 6–4

### Парний розряд
Петр Лукса /  Радек Штепанек —  Петр Пала /  Павел Візнер 6–0, 6–7(4–7), [11–9]